# Jiah Khan
Pour les articles homonymes, voir Khan (homonymie).
Jiah Khan, née le 20 février 1988 à New York City (New York) et morte le 3 juin 2013 à Mumbai (Maharashtra), est une actrice, chanteuse et mannequin britannico-américaine.

## Biographie
Jiah Khan, de son vrai nom Nafisa Rizvi Khan, naît à NYC dans l'état de New York, aux États-Unis, le 20 février 1988.
Née d'une famille musulmane, elle est la fille d'Ali Rizvi Khan, un Américain d'origine indien et de Rabiya Amin, une célèbre actrice des années 1980, née à Agra dans l'état d'Uttar Pradesh. Jiah Khan grandit à Londres, où elle termine son Edexcel O et un niveau avant de partir à Mumbai, pour poursuivre une carrière à Bollywood. Elle a deux sœurs : Kavita et Karishma. La protégée de Ram Gopal Verma, l'actrice Urmila Matondkar l'a inspirée d'entrer à Bollywood après l'avoir vu dans le film Rangeela à l'âge de six ans.
Elle fait ses études à l'école Lee Strasberg Theatre and Film Institute à Manhattan qu'elle quitte même après avoir reçue une offre. Elle apprend aussi divers danses : la salsa, danse du ventre, le kathak, le lambada, le jazz, la samba et le reggae. 

## Mort
Le 3 juin 2013, Jiah Khan a été retrouvée morte dans son appartement dans le bâtiment Sagar Sangeet à Juhu, dans la banlieue de Mumbai, après s'être donné la mort par pendaison. Mais des doutes planent toujours sur les vraies circonstances de sa mort.

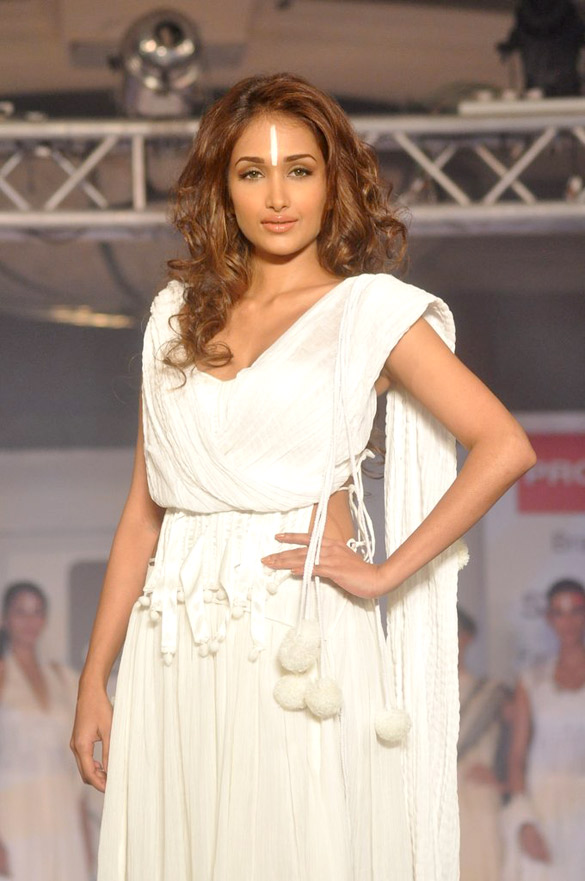
Nafisa Khan.

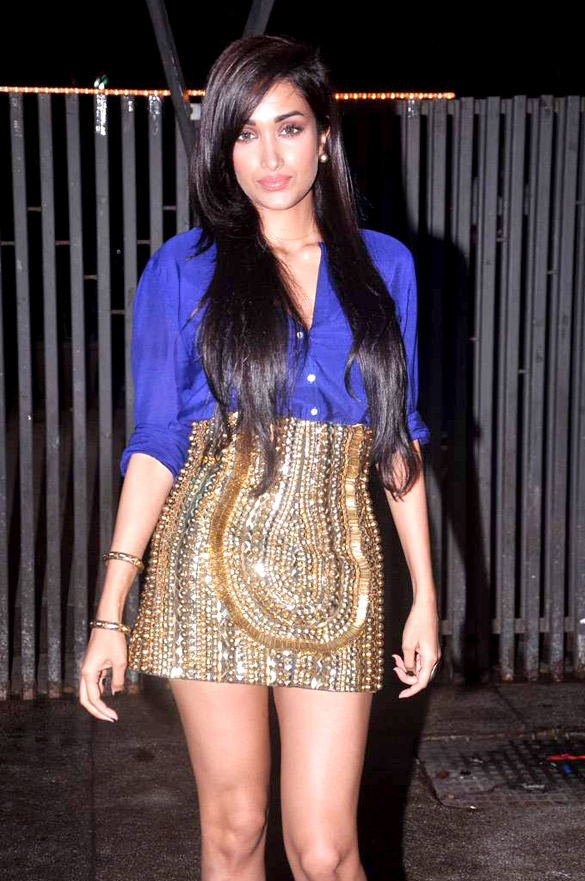
Nafisa Khan.

## Filmographie

### Cinéma

#### Longs-métrages
- 1998 : Dil Se de Mani Ratnam : Manisha jeune
- 2007 : Nishabd de Ram Gopal Varma : Jiah
- 2008 : Ghajini de  A.R. Murugadoss : Sunita
- 2010 : Housefull de Sajid Khan : Devika K. Samtani